# Fariza Onggarsynowa
Fariza Onggarsynkyzy Onggarsynowa (kaz. Фариза Оңғарсынқызы Оңғарсынова; ur. 25 grudnia 1939 w Manaszu, zm. 23 stycznia 2014 w Astanie) – kazachska poetka i tłumaczka, jedna z najwybitniejszych przedstawicielek literatury kazachskiej XX wieku.

## Życiorys
Fariza Onggarsynowa urodziła się 25 grudnia 1939 roku w niewielkiej wiosce Manasz, ok. 50 km na zachód od miasta Gurjew (obecnie Atyrau). Ojciec Farizy, Onggarsyn Imangalijew (1891–1940), zajmował się organizacją przemysłu rybnego w regionie. Matka, Chalima Imangalijewa, znała tradycyjne kazachskie przekazy ustne i władała także językiem arabskim. W 1961 roku Fariza ukończyła studia na wydziale filologicznym na Gurjewskim Uniwersytecie Pedagogicznym. 
W latach 1961–1969 pracowała jako nauczycielka języka kazachskiego i literatury w miejscowości Jerkynkała na przedmieściach Gurjewa. W tym czasie pełniła także funkcję dyrektorki szkoły. W 1966 roku zaczęła współpracę z redakcją gurjewskiej gazety „Kommunistyk jengbek”. W latach 1968–1970 współpracowała z dziennikiem „Leninszyl żas”. Od 1970 do 1977 roku pełniła funkcję redaktorki gazety republikańskiej „Kazakstan pioniery” (obecnie „Ułan”). W latach 1978–2000 była redaktorką naczelnym magazynu „Pionier” (obecnie „Ak żelken”). W latach 1996–2004 zasiadała w Mażylisie Parlamentu Republiki Kazachstanu.
Fariza Onggarsynowa jest jedną z najwybitniejszych przedstawicielek literatury kazachstańskiej XX wieku. Pierwsze wiersze Onggarsynowej zostały opublikowane w 1958 roku w prasie ogólnorepublikańskiej. Pierwszy tom wierszy wydała w 1966 roku. Wiele jej dzieł zostało przetłumaczonych na języki obce. Przetłumaczyła na język kazachski utwory chilijskiego poety Pabla Nerudy, a także Jewgienija Jewtuszenki i Aleksandra Błoka.

## Nagrody i wyróżnienia
- Order „Znak Honoru”, 1976[3]
- Nagroda państwowa Kazachskiej SRR, 1979[4][5]
- Ludowy Pisarz Republiki Kazachstanu, 1996[5]
- Order „Szlachetność”, 1996[3]
- Order Przyjaźń, 2009[3]

## Wybrane dzieła
- Sandugasz (Сандуғаш), 1966
- Manggystau marżandary (Маңғыстау маржандары), 1969
- Mazasyz szak (Мазасыз шақ), 1972
- Asau tołkyn (Асау толқын), 1973
- Kögerszynderym (Көгершіндерім), 1974
- Biyktyk (Биіктік), 1975
- Byzdyng Kämszat (Біздің Кәмшат), 1976
- Senyng machabbatyng (Сенің махаббатың), 1977
- Szylde (Шілде), 1978
- Nieżnost´ (Нежность), 1978
- Triewogi (Тревоги), 1979
- Ozarienije (Озарение), 1980
- Połdniewnyj żar (Полдневный жар), 1980
- Suchbat (Сұхбат), 1983
- Żürek kündelygy (Жүрек күнделігі), 1984
- Daua (Дауа), 1985
- Ałmaznyj klinok (Алмазный клинок), 1984
- Ożydanije sołnca (Ожидание солнца), 1985
- Tangdamały szygarmałary (Таңдамалы шығармалары), 1987
- 10 tomdyk tangdamały szygarmałar żinagy (10 томдық таңдамалы шығармалар жинағы), 2004